# Statistiche e record del Calcio Padova
Nella presente pagina sono riportate le statistiche e i record del Calcio Padova, società calcistica italiana per azioni con sede a Padova.

## Statistiche di squadra

### Partecipazione ai campionati
| Livello | Categoria                | Partecipazioni | Debutto   | Ultima stagione | Totale |
| ------- | ------------------------ | -------------- | --------- | --------------- | ------ |
| 1º      | Serie A                  | 16             | 1929-1930 | 1995-1996       | 26     |
| 1º      | Prima Categoria          | 2              | 1919-1920 | 1920-1921       | 26     |
| 1º      | Prima Divisione          | 5              | 1920-1921 | 1925-1926       | 26     |
| 1º      | Divisione Nazionale      | 3              | 1926-1927 | 1928-1929       | 26     |
| 2º      | Serie B                  | 38             | 1930-1931 | 2025-2026       | 40     |
| 2º      | B-C Alta Italia          | 1              | 1945-1946 | 1945-1946       | 40     |
| 3º      | Serie C                  | 17             | 1935-1936 | 2024-2025       | 36     |
| 3º      | Serie C1                 | 13             | 1978-1979 | 2008-2009       | 36     |
| 3º      | Lega Pro Prima Divisione | 1              | 2008-2009 | 2008-2009       | 36     |
| 3º      | Lega Pro                 | 2              | 2015-2016 | 2016-2017       | 36     |
| 4º      | Serie C2                 | 4              | 1979-1980 | 2000-2001       | 5      |
| 4º      | Serie D                  | 1              | 2014-2015 | 2014-2015       | 5      |

Il Padova ha partecipato a 104 campionati nazionali della FIGC a partire dal debutto dopo la conclusione della prima guerra mondiale. In precedenza ha disputato sei tornei del Comitato Regionale Veneto.

### Statistiche di squadra

Aurelio Scagnellato, 364 presenze complessive in maglia biancoscudata.

Di seguito le statistiche e i principali record relativi ai campionati di Serie A disputati dai patavini:
- Vittoria interna più larga

Padova-Pro Patria 7-0 (Serie A 1929-1930)
- Vittoria più larga in trasferta

Venezia-Padova 0-8 (Serie A 1949-1950)
- Sconfitta più larga

- Maggior numero di vittorie in un campionato: 16 (Serie A 1957-1958, 18 sq)
- Maggior numero di vittorie consecutive: 4 (Serie A 1929-1930, Serie A 1957-1958, Serie A 1959-1960)
- Maggior numero di gare utili consecutive: 11 (Serie A 1957-1958)
- Minor numero di sconfitte: 8 (Serie A 1957-1958, 18 sq)
- Maggior numero di pareggi: 16 (Serie A 1956-1957, 18 sq)
- Minor numero di vittorie: 7 (Serie A 1961-1962, Serie A 1995-1996, entrambi 18 sq)
- Maggior numero di sconfitte: 24 (Serie A 1995-1996, 18 sq)
- Maggior numero di sconfitte consecutive: 11 (Serie A 1995-1996)
- Minor numero di gol segnati: 29 (Serie A 1961-1962, 18 sq)
- Maggior numero di gol subiti: 79 (Serie A 1995-1996, 18 sq)
- Minor numero di gol subiti: 39 (Serie A 1956-1957, 18 sq)

## Statistiche individuali

### Lista dei capitani
| Calciatore          | Ruolo | Stagioni al club                 | Stagioni da capitano      | Presenze | Reti |
| ------------------- | ----- | -------------------------------- | ------------------------- | -------- | ---- |
| Pietro Sforzin      | D     | 1939-1942 e 1944-1951            | 1945-1951 (6)             | 290      | 3    |
| Gastone Zanon       | D     | 1944-1957                        | 1951-1957 (7)             | 255      | 2    |
| Aurelio Scagnellato | D     | 1951-1964                        | 1957-1964 (7)             | 349      | 0    |
| Giorgio Barbolini   | C     | 1959-1968                        | 1964-1968 (4)             | 232      | 8    |
| Cristiano Cervato   | D     | 1959-1969                        | 1968-1969 (1)             | 244      | 0    |
| Mauro Gatti         | D     | 1966-1973                        | 1969-1973 (4)             | 185      | 1    |
| Alberto Coramini    | D     | 1972-1976                        | 1973-1976 (3)             | 123      | 7    |
| Ezio Vendrame       | C     | 1975-1977                        | 1976-1977 (1)             | 57       | 8    |
| Attilio Berti       | D     | 1975-1981                        | 1977-1981 (4)             | 175      | 5    |
| Walter Berlini      | C     | 1979-1982                        | 1981-1982 (1)             | 94       | 3    |
| Franco Pezzato      | A     | 1979-1983                        | 1982-1983 (1)             | 122      | 53   |
| Franco Cerilli      | C     | 1981-1984                        | 1983-1984 (1)             | 97       | 3    |
| Emilio Da Re        | D/C   | 1980-1989                        | 1984-1989 (5)             | 280      | 31   |
| Claudio Ottoni      | D     | 1988-1994                        | 1989-1994 (5)             | 182      | 1    |
| Damiano Longhi      | C     | 1987-1989 e 1990-1996            | 1994-1996 (2)             | 265      | 25   |
| Franco Gabrieli     | D     | 1992-1997 e 1998-1999            | 1996-1997 (1)             | 177      | 11   |
| Cristiano Bergodi   | D     | 1996-1999                        | 1997 (1)                  | 43       | 1    |
| Emanuele Pellizzaro | C     | 1992-1995, 1996-1999 e 2001-2003 | 1997-1999 e 2002-2003 (3) | 170      | 4    |
| Diego Bonavina      | C     | 1999-2000                        | 1999-2000 (1)             | 33       | 3    |
| Andrea Bergamo      | C     | 2000-2003                        | 2000-2001 (1)             | 72       | 1    |
| Felice Centofanti   | C     | 2000-2003                        | 2001-2002 (1)             | 66       | 23   |
| Paolo Antonioli     | D     | 2000-2005                        | 2003-2005 (2)             | 134      | 3    |
| Ivone De Franceschi | C     | 1996-1998 e 2005-2007            | 2005-2007 (2)             | 117      | 16   |
| Roberto Muzzi       | A     | 2007-2009                        | 2007-2008 (1)             | 23       | 4    |
| Paolo Cotroneo      | D     | 2005-2010                        | 2008-2009 (1)             | 95       | 6    |
| Vasco Faísca        | D     | 2007-2010                        | 2009-2010 (2)             | 104      | 0    |
| Vincenzo Italiano   | C     | 2009-2012                        | 2010-2012 (2)             | 79       | 9    |
| Trevor Trevisan     | D     | 2009-2014                        | 2012-2013 (2)             | 120      | 7    |
| Matías Cuffa        | C     | 2009-2014                        | 2013-2014 (1)             | 114      | 17   |
| Marco Cunico        | C     | 2014-2016                        | 2014-2016 (2)             | 49       | 13   |
| Neto Pereira        | A     | 2015-2017                        | 2016-2017 (1)             | 52       | 15   |
| Nico Pulzetti       | C     | 2017-2019                        | 2017-2019 (2)             | 53       | 6    |
| Ronaldo             | C     | 2010-2011 e 2019-2022            | 2019-2022 (3)             | 116      | 24   |
| Nahuel Valentini    | D     | 2020-2023                        | 2022-2023 (1)             | 76       | 2    |
| Antonio Donnarumma  | P     | 2021-2024                        | 2023-2024 (1)             | 120      | -99  |
| Niko Kirwan         | D     | 2021-2025                        | 2024-2025 (1)             | 120      | 8    |
| Lorenzo Crisetig    | C     | 2024-                            | 2025-2026 (1)             | 58       | 2    |

### Record di presenze
- 349  Aurelio Scagnellato (1951-1964)
- 295  Pietro Sforzin (1939-1942, 1944-1957)
- 280  Emilio Da Re (1980-1989)
- 273  Gastone Zanon (1944-1957)
- 265  Damiano Longhi (1987-1989, 1990-1996)
- 261  Celestino Celio (1946-1951, 1958-1962)
- 241  Cristiano Cervato (1959-1969)
- 240  Giorgio Barbolini (1959-1968)
- 235  Ferdinando Ruffini (1985-1994)
- 230  Elvio Matè (1947-1955)

| Serie A - 219 Aurelio Scagnellato (1951-1952, 1955-1962) - 197 Celestino Celio (1948-1951, 1958-1962) - 187 Antonio Pin (1956-1962) - 176 Ivano Blason (1955-1962) - 152 Giovanni Azzini (1955-1962) - 150 Humberto Rosa (1956-1961) - 144 Gastone Zanon (1948-1952, 1955-1957) - 126 Elvio Matè (1948-1952) - 117 Sergio Pison (1955-1960) - 110 Giacomo Mari (1956-1960) | Serie B - 201 Damiano Longhi (1987-1989, 1990-1994) - 188 Giorgio Sereni (1963-1969) - 183 Claudio Ottoni (1988-1994) - 174 Ferdinando Ruffini (1987-1994) - 173 Giorgio Barbolini (1959-1962) - 169 Giuseppe Galderisi (1989-1994) - 161 Pietro Sforzin (1939-1942, 1946-1948, 1952-1955) - 155 Cristiano Cervato (1962-1969) - 150 Matías Cuffa (2009-2014) - 146 Trevor Trevisan (2009-2014, 2018-2019) | Serie C1 / Serie C - 143 Roberto Filippi (1969-1972, 1974-1976) - 140 Mario Furlan (1969-1971, 1972-1975) - 139 Luciano Bigon (1969-1976) - 123 Alberto Coramini (1972-1976) - 122 Andrea Cano (2005-2009) 122 Vando Freddi (1971-1977) - 116 Antonio Donnarumma (2021-2024) - 115 Giuseppe Lazzaro (1970-1976) - 114 Attilio Berti (1975-1979) 114 Emilio Da Re (1981-1983, 1985-1987) 114 Cornelio Donati (1981-1983, 1985-1987) |

### Record di marcature
| Campionato - 84 Giovanni Vecchina (1924-1930) - 54 Antonio Busini (1920-1927, 1933-1934) - 53 Franco Pezzato (1979-1983) - 51 Giovanni Monti (1919-1930) - 50 Sergio Brighenti (1957-1960) 50 Giuseppe Galderisi (1989-1995) 50 Gastone Prendato (1928-1931, 1937-1938) - 45 Gino Cappello (1938-1940, 1944) - 43 Italo Carminati (1963-1967, 1968-1969) - 42 Giancarlo Vitali (1947-1950) | Coppa Italia - 9 Sergio Brighenti (1958-1960) - 8 Italo Carminati (1963-1967, 1968-1969) - 5 Massimiliano Varricchio (2008-2010, 2010-2011) - 4 Valerio Cassani (1940-1942) 4 Silvio Formentin (1939-1943) 4 Humberto Rosa (1958-1961) - 3 Alberto Bigon (1964-1967) 3 Aniello Cutolo (2011-2013) 3 Emilio Da Re (1982-1986, 1987-1989) 3 Amedeo Degli Esposti (1937-1940) 3 Giuseppe Di Prisco (1940-1941, 1942-1943) 3 Paolo Morelli (1966-1968) 3 Silvano Moro (1958-1960) 3 Franco Pezzato (1982-1983) |

| Serie A - 50 Sergio Brighenti (1957-1960) - 28 José Curti (1949-1951) 28 Leto Prunecchi (1949-1952) - 25 Giancarlo Vitali (1948-1950) - 24 Amedeo Bonistalli (1955-1957) - 23 Enrique Martegani (1950-1952) - 22 Mario Tortul (1959-1962) - 20 Kurt Hamrin (1957-1958) - 19 Humberto Rosa (1956-1961) - 18 Aurelio Milani (1960-1961) 18 Aldo Spivach (1932-1934) 18 Goran Vlaović (1994-1996) | Serie B - 49 Giuseppe Galderisi (1989-1994) - 43 Italo Carminati (1963-1967, 1968-1969) - 39 Gino Cappello (1938-1940) - 30 Ermenegildo Orzan (1937-1940) 30 Gastone Prendato (1930-1931, 1937-1938) - 29 Valerio Cassani (1940-1942) - 26 Charles Adcock (1946-1948) 26 Amedeo Degli Esposti (1937-1940) 26 Rudolf Kölbl (1962-1964) - 24 Giacomo Conti (1941-1943, 1946-1948) | Serie C1 / Serie C - 34 Ciro Ginestra (2002-2003, 2005) - 30 Flaviano Zandoli (1969-1971) - 30 Cristian Altinier (2015-2017) - 29 Mattia Bortolussi (2015-2017) - 28 Renato Sanero (1935-1937) 28 Massimiliano Varricchio (2007-2009) 28 Michael Liguori (2022-) - 26 Gritto Modonese (1969-1971) - 23 Walter Ballarin (1975-1977) 23 Cosimo Chiricò (2021-2022) - 22 Cristian La Grottería (2003-2007) - 21 Andrea Rabito (2007-2009) |